# 2021 год в боксе
2021 год в боксе.

## Любительский бокс
- 23—27 февраля — 72-й Международный турнир «Странджа»[англ.] — «малый чемпионат мира» по боксу (София, Болгария)[1].
- 13—23 апреля — 21-й молодёжный чемпионат мира по боксу[англ.] ( Кельце, Польша).
- 24—31 мая — 31-й чемпионат Азии по боксу 2021 ( Дубай, ОАЭ).
- 27 августа—4 сентября — Чемпионат России по боксу 2021 (Кемерово, Россия).
- 16—26 сентября — 58-й чемпионат мира по боксу среди военнослужащих 2021 (Москва, Россия)[2].

### Олимпийские игры
Квалификационные соревнования к Олимпийским играм 2020 года
| Соревнование                              | Период                                                   | Место проведения                      |
| ----------------------------------------- | -------------------------------------------------------- | ------------------------------------- |
| Олимпийская квалификация — Африка         | 20 — 29 февраля 2020                                     | Дакар, Сенегал                        |
| Олимпийская квалификация — Азия и Океания | 3 — 11 марта 2020                                        | Амман, Иордания                       |
| Олимпийская квалификация — Европа         | 14 — 16 марта 2020 (1-3 день) 4 — 8 июня 2021 (4-8 день) | Лондон, Великобритания Париж, Франция |
| Олимпийская квалификация — Америка        | 6 — 13 мая 2021 Отменена                                 | Буэнос-Айрес, Аргентина               |
| Мировая квалификация                      | Отменена                                                 | Париж, Франция                        |

- С 23 июля по 8 августа прошли XXXII Летние Олимпийские игры 2020 в Токио, Япония.
  - Бокс на летних Олимпийских играх 2020

### Чемпионат мира
- С 25 октября по 6 ноября прошёл XXI Чемпионат мира по боксу 2021 в Белграде, Сербия.

## Профессиональный бокс

### Тяжёлый вес
- 29 января  Тревор Брайан победил TKO 11  Бермейна Стиверна и завоевал титул регулярного чемпиона мира по версии WBA.
- 25 сентября  Александр Усик победил UD 12  Энтони Джошуа и завоевал титул объединённого чемпиона мира по версиям WBA Super, WBO, IBF, IBO (2-я защита Джошуа).

### Второй средний вес
- 27 февраля  Сауль Альварес победил RTD 3  Авни Йылдырыма и защитил титулы чемпиона мира по версиям WBA (super) и WBC.

### Полусредний вес
- 20 ноября  Теренс Кроуфорд победил TKO 10  Шона Портера и защитил титул чемпиона мира по версии WBO.

### Лёгкий вес
- 2 января  Райан Гарсия победил KO 7  Люка Кэмпбелла и завоевал титул временного чемпиона мира по версии WBC.
- 27 ноября  Джордж Камбосос победил SD  Теофимо Лопеса и стал абсолютным чемпионом мира по версиям WBA Super, WBO, IBF, WBC Franchise и The Ring.

### Второй полулёгкий (первый лёгкий) вес
- 13 февраля  Джозеф Диас свёл вничью MD бой против  Шавкатджона Рахимова за вакантный титул чемпиона мира по версии IBF. Пояс стоял на кону только для Рахимова, поскольку Диас не уложился в лимит.
- 20 февраля  Оскар Вальдес победил KO 10  Мигеля Берчельта и завоевал титул чемпиона мира по версии WBC.

### Второй легчайший вес
- 23 января  Стивен Фултон победил UD  Анджело Лео и завоевал титул чемпиона мира по версии WBO.

### Легчайший вес
- 29 мая  Нонито Донэйр победил KO 4  Нордина Убаали и завоевал титул чемпиона мира по версии WBC.
- 11 декабря  Нонито Донэйр победил KO 4  Реймарта Габалло[англ.] и защитил титул чемпиона мира по версии WBC.

### Второй наилегчайший вес
- 1 сентября  Кадзуто Иока победил UD  Франсиско Родригеса Мл. и защитил титул чемпиона мира по версии WBO.
- 31 декабря  Кадзуто Иока победил UD  Рёдзи Фукунагу и защитил титул чемпиона мира по версии WBO.

### Минимальный вес
- 27 февраля  Рене Марк Куарто[англ.] победил UD  Педро Тадурана и завоевал титул чемпиона мира по версии IBF.

## PPV шоу
Список боксёрских мероприятий прошедших по системе платных трансляций.

### США
| № | Дата | Место проведения | Главный поединок и основной андеркарт | Телеканал | Количество покупок ppv | доходы с ppv | доходы с билетов |

### Великобритания
| № | Дата | Место проведения | Главный поединок и основной андеркарт | Телеканал | Количество покупок ppv | доходы с ppv | доходы с билетов |

## Рекорды и значимые события

### Награды
- Боксёр года —
- Бой года —
- Нокаут года —
- Апсет года —
- Возвращение года —
- Событие года —
- Раунд года —
- Проспект года —

### Умершие
- 5 февраля на 68 году жизни умер американский боксёр, чемпион летних Олимпийских игр в Монреале (1976), чемпион мира (версия WBC, 1978; версия WBA, 1978) в тяжёлой весовой категории — Леон Спинкс[6].
- 13 марта на 67 году жизни умер американский боксёр-профессионал, бывший абсолютный чемпион мира в среднем весе — Марвин Хаглер[7].